# Maj-Lis Lööw
Maj-Lis Heldine Lööw, född Lindskog 13 augusti 1936 i Klosters församling i Eskilstuna, är en svensk socialdemokratisk politiker och före detta statsråd i arbetsmarknadsdepartementet (invandrarminister) 1989–1991.

## Biografi
Lööw, som är dotter till direktör Einar Lindskog och Heldine Nilsson, avlade studentexamen 1957. Hon innehade, omväxlande med barnledighet, flera arbeten, bland annat inom hotell- och turistbranschen 1958–1973 och var arbetsförmedlare i Eskilstuna 1974–1979. Hon var kommunalt aktiv i Eskilstuna kommun 1966–1982. Hon var ledamot av socialdemokraternas partistyrelse 1978–1981 och ordförande i Sveriges socialdemokratiska kvinnoförbund 1981–1990. Hon har även varit ledamot av IOGT-NTO:s förbundsstyrelse och ordförande för IOGT-NTO-rörelsens Internationella Institut.
Lööw var ledamot av riksdagen 1976 som ersättare och 1979–1995 som ordinarie ledamot, invald i Södermanlands läns valkrets. Hon var ledamot av utrikesutskottet 1982–1988 och dess ordförande 1994–1995, vice ordförande i kulturutskottet 1988–1989 och ordförande i lagutskottet 1991–1994. Hon var även ledamot av utrikesnämnden och krigsdelegationen. Hon avgick från riksdagen i förtid 1995 för att kandidera till Europaparlamentet och var ledamot där fram till 1999.